# Воррен (округ Сент-Круа, Вісконсин)
Воррен (англ. Warren) — місто (англ. town) в США, в окрузі Сент-Круа штату Вісконсин. Населення — 1733 особи (2020).

## Демографія
Згідно з переписом 2010 року, у місті мешкала 1591 особа в 548 домогосподарствах у складі 453 родин. Було 571 помешкання
Расовий склад населення:
| - 95,9 % — білих - 1,2 % — чорних або афроамериканців - 1,0 % — азіатів - 0,1 % — корінних американців |

До двох чи більше рас належало 1,8 %. Частка іспаномовних становила 1,3 % від усіх жителів.
За віковим діапазоном населення розподілялося таким чином: 26,6 % — особи молодші 18 років, 65,1 % — особи у віці 18—64 років, 8,3 % — особи у віці 65 років та старші. Медіана віку мешканця становила 39,7 року. На 100 осіб жіночої статі у місті припадало 101,6 чоловіків;  на 100 жінок у віці від 18 років та старших — 101,2 чоловіків також старших 18 років.
Середній дохід на одне домашнє господарство  становив 110 047 доларів США (медіана — 103 493), а середній дохід на одну сім'ю — 117 878 доларів (медіана — 107 841). Медіана доходів становила 68 889 доларів для чоловіків та 50 250 доларів для жінок. За межею бідності перебувало 1,5 % осіб, у тому числі 0,0 % дітей у віці до 18 років та 2,9 % осіб у віці 65 років та старших.
Цивільне працевлаштоване населення становило 986 осіб. Основні галузі зайнятості: виробництво — 18,5 %, освіта, охорона здоров'я та соціальна допомога — 17,4 %, роздрібна торгівля — 8,7 %, фінанси, страхування та нерухомість — 8,7 %.